# Били Елиът
Били Елиът (на английски: Billy Elliot) e драматичен филмов романс режисиран от Стифън Далдри, който излиза на екран през 2000 година. Главните роли се изпълняват от Джейми Бел, Джули Уолтърс и Гари Люис.
Сценарият на Лий Хол разказва историята на 11-годишния Били Елиът от провинциално миньорско градче в северна Англия. Момчето се изправя пред труден избор в суровата среда в която преминава детството му. Уроците по бокс или силното му влечение към танците. Дилемата е още по-тудна за неговия баща, миньорът Джаки Елиът, който се бори за издръжката на семейството в трудния период на преструктуриране на минодобивната промишленост в страната.
Филмът получава одобрението на критиката за режисурата и сценарият, както и за великолепните изпълнения на актьорите. През 2001 година, писателят Мелвин Бърджис е нает да напише новела по оригиналния сценарий. Историята е адаптирана и за сцената със заглавието „Били Елиът – мюзикълът“. Поставена е в Англия през 2005 година, в Австралия през 2007 и на Бродуей през 2008 година.

## В ролите
| Актьор          | Роля              |
| --------------- | ----------------- |
| Джейми Бел      | Били Елиът        |
| Джули Уолтърс   | госпожа Уилкинсън |
| Гари Люис       | Джаки Елиът       |
| Джейми Дрейвън  | Тони Елиът        |
| Джейн Хейууд    | бабата            |
| Стюърт Уелс     | Майкъл Кафри      |
| Били Фейн       | г-н Брайтуейт     |
| Колин Маклахлан | г-н Уилкинсън     |

## Награди и Номинации
Награди на Американската Филмова Академия „Оскар“
- Номинация за най-добър режисьор за Стифън Далдри
- Номинация за най-добър оригинален сценарий за Лий Хол
- Номинация за най-добра актриса в поддържаща роля за Джули Уолтърс

Награди „Златен глобус“
- Номинация за най-добър филм
- Номинация за най-добра актриса в поддържаща роля за Джули Уолтърс

## Дублаж
На 25 април 2009 г. Нова телевизия излъчи филма с български дублаж за телевизията. Дублажът е от Арс Диджитал Студио, чийто име не се споменава. Ролите се озвучават от артистите Христина Ибришимова, Ани Василева, Татяна Захова, Борис Чернев и Васил Бинев.